# Tokmok
Tokmok (em quirguiz:  Токмок, Tokmok ('hammer'); em russo:  Токмак, Tokmak) é uma cidade de aproximadamente 53231 habitantes (censo de 2009)) no Vale do Chuy,  norte do Quirguistão, a leste da capital do país Bishkek. A sua localização geográfica é 42° 50′ N, 75° 17′ L; a sua altitude é de 816 m. De 2004 a 19 de abril de 2006 serviu como sede administrativa da província de Chuy. A norte está o Rio Chu e a fronteira com o Cazaquistão.
Tokmok foi estabelecida como posto militar do norte do Canato de Cocanda. Trinta anos mais tarde, caiu para os russos que demoliram o forte. A cidade moderna foi fundada em 13 de maio de 1864 pelo Major-General Mikhail Chernyayev.
Atualmente a cidade de Tokmok é uma unidade administrativa de distrito-nível de Chuy (província).

## Herança medieval
Apesar de sua origem relativamente moderna, Tokmok fica no meio do Vale Chuy, que era um prémio procurado por muitos conquistadores medievais. As ruínas de Ak-Beshim, a capital do Canato Turco Ocidental, estão situadas 8 km ao sudoeste de Tokmok. Iúçufe Balassaguni, autor do Kutadgu Bilig, é dito ter nascido nesta área.
Cerca de 15 km a sul de Tokmok está a Torre de Burana do século XI, situada na base de uma antiga cidadela, da qual hoje permanece apenas um grande monte de terra. Acredita-se que este seja o local da antiga cidade de Balasagum, fundada pelos soguedianos e mais tarde por algum tempo a capital do Canato Caracânida. Uma grande coleção de lápides antigas e estelas (balbal) está nas proximidades. Artefactos escavados citas foram movidos para museus em São Petersburgo e Bishkek.

## Demografia
De acordo com o Censo de População e Habitação de 2009, a população de Tokmok foi de 53.087.
A população de Tokmok é composta principalmente por Quirguizes e Russos étnicos. Outros grupos étnicos incluem Dunganes e Uzbeques.